# Marcin Brach
Marcin Brach (ur. 1980 w Gdańsku) – polski twórca filmowy. Absolwent Wydziału Architektury Politechniki Gdańskiej. Specjalizuje się w zdjęciach, montażu i efektach specjalnych. W 2000 roku, wraz z Michałem Giorewem i Łukaszem Papajem założył „Niezależny Zespół Filmowy T3AM”. Od 2007 roku działa w Grupie Impact.

## Filmografia
produkcja
- 2007 W stepie szerokim
- 2005 Demo (film krótkometrażowy)
- 2005 Towar

zdjęcia
- 2007 W stepie szerokim
- 2005 Demo (film krótkometrażowy)
- 2005 Towar

efekty specjalne
- 2007 W stepie szerokim
- 2005 Demo (film krótkometrażowy)
- 2005 Towar

## Ważniejsze nagrody filmowe
- 2007 32 FPFF w Gdyni – wyróżnienie (film W stepie szerokim)
- 2007 Festiwal Filmów Komediowych i Niezależnych Barejada (Jelenia Góra) – Najlepszy Niezależny Film Fabularny (film W stepie szerokim)
- 2005 Festiwal KAN (Wrocław) – KANewka Publiczności (film Towar)
- 2005 Oskariada (Warszawa) – II nagroda (film Towar)
- 2005 Festiwal w Kolbudach – Złoty Grombuś (film Towar)